# Natal (Brasile)
Natal è una città del Brasile, capitale dello Stato del Rio Grande do Norte, parte della mesoregione del Leste Potiguar e della microregione di Natal.

## Geografia fisica

### Territorio
Natal è ubicata a 5°46′S 35°12′W, nel Nord-est del Sud America. La città ha una superficie totale di 170 km². Sorge sull'oceano Atlantico, alla foce del fiume Potengi. L'aeroporto di Natal è l'aeroporto del Sud America più vicino all'Europa.

### Clima
Natal ha un clima tropicale, e più precisamente un clima della savana, con temperature medio-alte durante tutto il periodo dell'anno. Il mese più caldo è gennaio, con una temperatura media di 27 °C e massime attorno ai 31 °C. Le precipitazioni sono concentrate soprattutto nei mesi che vanno da marzo a luglio, durante l'autunno e l'inverno australe, mentre sono quasi totalmente assenti o comunque scarse nei mesi che vanno da settembre a gennaio.
| Natal (1991-2020)   | Mesi | Mesi | Mesi  | Mesi  | Mesi  | Mesi  | Mesi  | Mesi  | Mesi | Mesi | Mesi | Mesi | Stagioni | Stagioni | Stagioni | Stagioni | Anno    |
| Natal (1991-2020)   | Gen  | Feb  | Mar   | Apr   | Mag   | Giu   | Lug   | Ago   | Set  | Ott  | Nov  | Dic  | Est      | Aut      | Inv      | Pri      | Anno    |
| ------------------- | ---- | ---- | ----- | ----- | ----- | ----- | ----- | ----- | ---- | ---- | ---- | ---- | -------- | -------- | -------- | -------- | ------- |
| T. max. media (°C)  | 30,4 | 30,7 | 30,7  | 30,3  | 29,8  | 28,8  | 28,4  | 28,6  | 29,0 | 29,7 | 30,0 | 30,4 | 30,5     | 30,3     | 28,6     | 29,6     | 29,7    |
| T. min. media (°C)  | 24,4 | 24,6 | 24,2  | 23,7  | 23,1  | 21,9  | 21,0  | 21,2  | 22,2 | 23,5 | 24,2 | 24,7 | 24,6     | 23,7     | 21,4     | 23,3     | 23,2    |
| Precipitazioni (mm) | 80,7 | 99,8 | 200,8 | 240,5 | 221,8 | 348,8 | 254,0 | 118,7 | 54,0 | 20,6 | 22,5 | 29,0 | 209,5    | 663,1    | 721,5    | 97,1     | 1 691,2 |

## Storia
Il punto più orientale del Sud America, Capo San Rocco (Cabo Sao Roque), a circa 30 km a nord di Natal, fu scoperto nel 1501, durante la spedizione portoghese del 1501-1502 capitanata dall'esploratore fiorentino Amerigo Vespucci. Successivamente per decenni non ci furono stabili insediamenti europei nell'area, abitata soltanto dalla tribù indigena dei Pitaguary (mangiatori di gamberi).
Nel 1597, dopo alcuni anni durante i quali i pirati francesi, guidati da Jacques Riffault, stabilirono regolari attività commerciali con le popolazioni indigene, il nono Governatore Generale Portoghese del Brasile, Francisco de Sousa, ordinò l'espulsione dei bucanieri. La vittoriosa spedizione fu portata a termine dal Capitano-Maggiore della Capitaneria di Pernambuco, Manuel de Mascarenhas Homem, con l'assistenza di Jerônimo de Albuquerque Maranhão. Albuquerque Maranhão iniziò il 6 gennaio 1598 la costruzione della Fortezza dei Re Magi, in onore della festa dell'Epifania che si celebra quel giorno. Il 25 dicembre 1599 fu fondato ufficialmente un villaggio al di fuori della fortezza, da qui il nome della città.
Il suolo sabbioso di Natal prevenne che la città diventasse zona di coltivazione della canna da zucchero durante il periodo coloniale. Inoltre, larga parte dello Stato di Rio Grande do Norte è nel cosiddetto Poligono della siccità, con precipitazioni scarse e irregolari. Per secoli l'economia dello Stato si basò sull'allevamento del bestiame nelle più secche terre dell'interno.
Nel secolo scorso, Natal ha beneficiato della crescita dell'industria del sale (la parte più settentrionale dello Stato è il maggior produttore di sale del Brasile) e del petrolio (nello Stato si trovano le maggiori riserve brasiliane terrestri). Natal è cresciuta velocemente, ma in maniera piuttosto ordinata (rispetto alle maggiori città brasiliane); il traffico è regolare e non congestionato, i servizi pubblici sono ben distribuiti, è visibile una coscienza ecologica; violenza e delinquenza sono state molto scarse fino alla fine degli anni 2000. In seguito la situazione è notevolmente peggiorata e Natal si colloca da oltre un decennio tra le città più pericolose del Brasile e del mondo. Il turismo europeo è pertanto notevolmente diminuito, permane una forte presenza turistica dei brasiliani provenient dal sud.
A causa della sua posizione strategica (Natal è una delle città del Brasile più vicine all'Africa e all'Europa) una base militare statunitense fu costruita nei dintorni della città durante la seconda guerra mondiale; migliaia di soldati americani furono mandati a Natal, e la loro presenza ha lasciato tracce nella cultura della città.

### La Coluna Capitolina
La "Coluna Capitolina" è una colonna di Roma, in rappresentanza dell'Italia, donata come ringraziamento per la buona accoglienza che il popolo del Rio Grande do Norte offrì agli aviatori Carlo del Prete e Arturo Ferrarin. Il 5 luglio 1928, questi piloti raggiunsero la costa Potiguar da Roma, dopo un volo di più di 49 ore senza scalo, per una distanza di più di 7 000 chilometri. La colonna ha questo nome perché proviene dal Monte Campidoglio a Roma.
Il promotore della donazione fu Benito Mussolini, e perciò il monumento è stato talvolta considerato un simbolo fascista. Nel 1935, durante il periodo della sollevazione detta della Intentona comunista, la colonna fu ribaltata.

## Monumenti e luoghi d'interesse

### Architetture militari

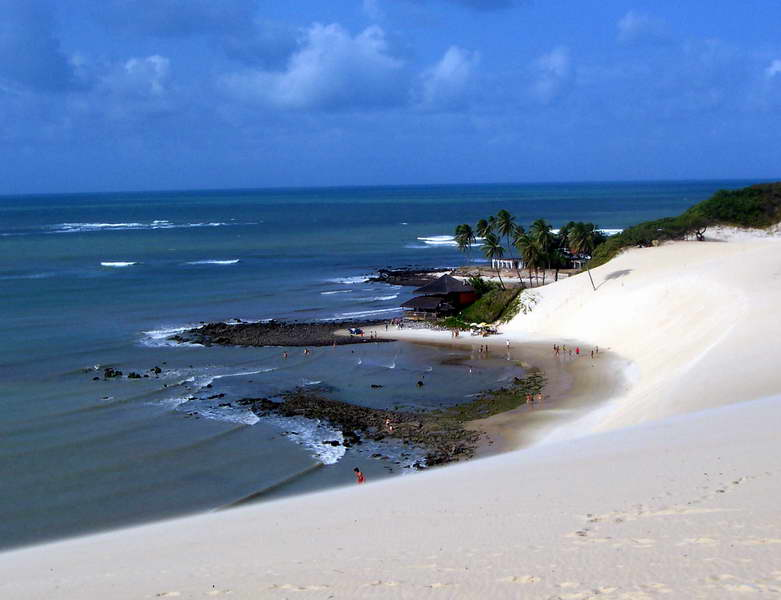
Natal, la spiaggia di Genipabú

A 5°52′S 35°23′W dal 1965 è presente un centro missilistico chiamato Centro de Lançamento da Barreira do Inferno dal quale sono lanciati regolarmente razzi di tipo Nike-Cajun, Sonda, Black Brant, Super Loki, ecc. Al contrario di Alcântara, l'altro centro missilistico del Brasile, è un sito di lancio esclusivamente per razzi sub-orbitali.

## Spiagge
Praia de Ponta Negra
La spiaggia ha un'estensione di circa 4 chilometri, all'estremo sud della quale sta il Morro do Careca, una duna di oltre cento metri di altezza, il punto turistico più famoso di Natal.
Genipabu
Situata a 20 km dal centro della città di Natal , il sito turistico delle dune di Genipabu comprende una spiaggia, un grande complesso di dune, una laguna d’acqua dolce e un’area protetta. È uno dei posti più suggestivi e famosi vicino Natal e attrae un forte turismo sia dalla capitale che dalle zone limitrofe.
La caratteristica principale del posto è rappresentata dalle gite in buggy o in dromedario.
Pipa
La spiaggia di Pipa è una delle spiagge più famose del Brasile. Si trova più precisamente nel comune di Tibau do Sul, a 80 km da Natal.
Praia dos Artistas
La Praia dos Artistas, situata nella regione est del Natal, Rio Grande do Norte, è una delle spiagge celebri della città. Con una posizione privilegiata vicino al centro urbano, questa spiaggia offre una combinazione unica di bellezza naturale, attività ricreative e ricchezza culturale.

## Economia
Il turismo è la maggiore industria di Natal. È anche un rilevante centro amministrativo dell'industria petrolifera (Rio Grande do Norte è il secondo Stato del Brasile per la produzione di petrolio). Importante infine l'allevamento di gamberi.
È dotata di moderni shopping centre e dista circa 10 minuti di taxi dal litorale. Seguendo la via costiera si raggiungono la "praia de Ponta Negra" e la "praia dos Artistas", veri punti focali del divertimento: qui si trovano molti ristoranti, alcuni semplici e informali (dove è possibile gustare ottimi piatti locali a base di carne e pesce).
La notte è sempre allegra e movimentata grazie alla vasta scelta che si propone tra discoteche e i vari locali con musica dal vivo.

## Sport
La squadra di calcio con più seguito è l'ABC, la quale vanta ben 57 titoli statali (Campionato Potiguar). Nel panorama nazionale l'ABC attualmente disputa il Campeonato Brasileiro Série C. Un altro club importante della città è l'América Futebol Clube (RN), vincitore di 38 titoli statali e della Copa do Nordeste 1998.
Natal è una delle città che ha ospitato i Mondiali di calcio 2014, precisamente all'Arena das Dunas; tra di esse, l'ultima gara dell'Italia, eliminata dall'Uruguay nella partita divenuta celebre per il morso di Suarez a Chiellini.